# Volum (bibliografie)
Un volum este o diviziune a unei cărți. Mai multe volume alcătuiesc împreună o lucrare unitară.

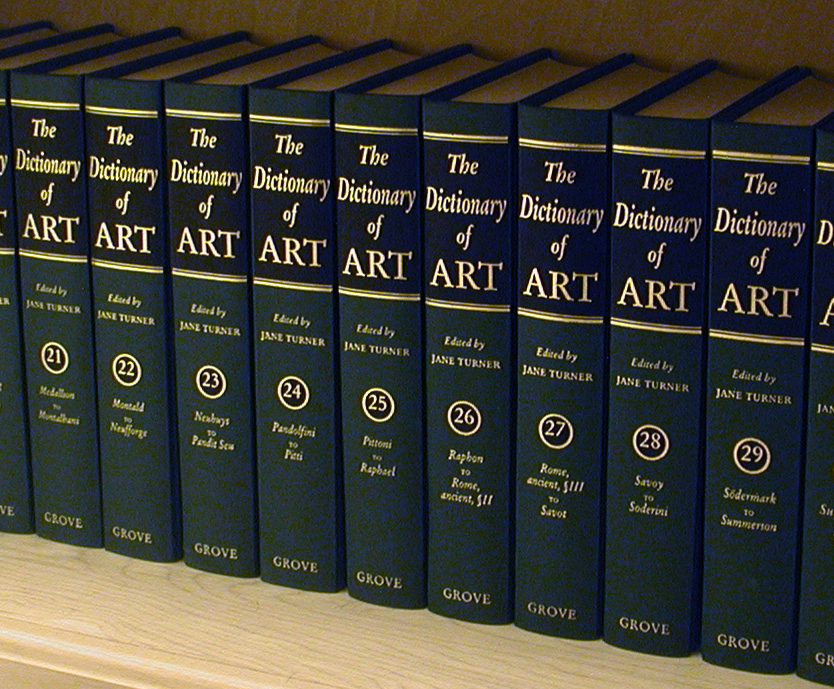
Lucrare editată în mai multe volume

În general, volumele se notează cu cifre romane sau arabe și se abreviază „vol.”.